# Lijst van Stolpersteine in Beekdaelen
De lijst van Stolpersteine in Beekdaelen geeft een overzicht van de gedenkstenen die in de gemeente Beekdaelen in de Nederlandse provincie Limburg zijn geplaatst in het kader van het Stolpersteine-project van de Duitse beeldhouwer-kunstenaar Gunter Demnig.
Stolpersteine zijn opgedragen aan slachtoffers van het nationaalsocialisme, al diegenen die zijn vervolgd, gedeporteerd, vermoord, gedwongen te emigreren of tot zelfmoord gedreven door het nazi-regime. Demnig legt voor elk slachtoffer een aparte steen, meestal voor de laatste zelfgekozen woning.
Omdat het Stolpersteine-project doorloopt, kan deze lijst onvolledig zijn.

## Stolpersteine
In de gemeente Beekdaelen liggen negen Stolpersteine: twee in Amstenrade, een in Doenrade, een in Merkelbeek, twee in Nuth en drie in Puth.

### Amstenrade
In Amstenrade liggen twee Stolpersteine op twee adressen.
| Afbeelding | Inscriptie | Adres            | Herdachte persoon             |
| ---------- | --- | ---------------- | ----------------------------- |
|            | HIER WOONDE HEDWIG HEYMANN ... 31.8.1942 AUSCHWITZ                                                                                             | Hommerterweg 269 | Hedwig Heymann (1891–1942)    |
|            | HIER WOONDE SERVAAS TOUSSAINT GEARRESTEERD TIJDENS EEN MIJNWERKERSSTAKING OP 1.5.1943 VERMOORD DOOR DE BEZETTER OP 2.5.1943 OP DE WELLSCHE HEI | Hagendorenweg 2  | Servaas Toussaint (1914–1943) |

### Doenrade
In Doenrade ligt een Stolperstein.
| Afbeelding | Inscriptie                                                                                            | Adres         | Herdachte persoon    |
| ---------- | --- | ------------- | -------------------- |
|            | HIER WOONDE MAX BAUM GEB. 1907 GEARRESTEERD 25.8.1942 GEDEPORTEERD 1943 VERMOORD 18.12.1943 AUSCHWITZ | Kerkstraat 74 | Max Baum (1907–1943) |

### Merkelbeek
In Merkelbeek ligt een Stolperstein.
| Afbeelding | Inscriptie                                                                                                   | Adres                        | Herdachte persoon        |
| ---------- | --- | ---------------------------- | ------------------------ |
|            | HIER WOONDE JOSEPH KLEIN GEB. 1908 GEARRESTEERD 25.8.1942 GEDEPORTEERD 1942 VERMOORD 30.4.1943 MIDDEN-EUROPA | Monseigneur Mannensstraat 63 | Joseph Klein (1908–1943) |

### Nuth
In Nuth liggen twee Stolpersteine op een adres.

### Puth
In Puth liggen drie Stolpersteine op een adres.
| Afbeelding | Inscriptie                                                                                              | Adres            | Herdachte persoon         |
| ---------- | --- | ---------------- | ------------------------- |
|            | HIER WOONDE HEDWIG HERTZ GEB. 1896 GEARRESTEERD 8.4.1943 GEDEPORTEERD 1943 VERMOORD 24.9.1943 AUSCHWITZ | Bovenste Puth 79 | Hedwig Hertz (1896–1943)  |
|            | HIER WOONDE HERMANN HERTZ GEB. 1859 GEARRESTEERD 8.4.1943 GEDEPORTEERD 1943 VERMOORD 14.5.1943 SOBIBOR  | Bovenste Puth 79 | Hermann Hertz (1859–1943) |
|            | HIER WOONDE LEO HERTZ GEB. 1889 GEARRESTEERD GEDEPORTEERD 1942 VERMOORD 8.10.1942 MAUTHAUSEN            | Bovenste Puth 79 | Leo Hertz (1889–1942)     |

## Data van plaatsingen
- 2 mei 2016: Amstenrade, een Stolperstein op Hagendorenweg 2
- 14 maart 2019: Amstenrade, een Stolperstein op Hommerterweg 269; Doenrade, een Stolpersteine op Kerkstraat 74; Nuth, twee Stolpersteine op Nuinhofstraat 7; Puth, drie Stolpersteine op Bovenste Puth 79